# Мађарска на Летњим олимпијским играма 2004.
Мађарска је учествовала на Летњим олимпијским играма одржаним 2004. године у Атини, Грчка. На свечаном отварању носилац заставе је био џудиста Антал Ковач. Мађарска је овај пут послала 209 спортиста на олимпијаду, и они су учествовали у деветнаест спортских дисциплина.
Олимпијски тим из Мађарске је на овим олимпијским играма се такмичио у деветнаест спортских дисциплина и у девет дисциплина је освојено укупно седамнаест медаља: осам златних, шест сребрних и три бронзане медаље. Олимпијске бодове су освојили у дванаест дисциплина. Најуспешнији представник Мађарске је била кајакашица Наташа Јанић са освојене две златне медаље у категоријама К1 и К2.

## Резултати по спортским гранама
На овој олимпијади су мађарски спортисти у укупно дванаест различитих спортских дисциплина освојили 144 олимпијска поена.
(највећи број освојених поена и учесника је обележен подебљаним словима)
| Спортска грана | Позиција | Позиција | Позиција | Позиција | Позиција | Позиција | Олимпијски поени | Број учесника | Број учесника | Број учесника |
| Спортска грана | 1.       | 2.       | 3.       | 4.       | 5.       | 6.       | Олимпијски поени | Мушки         | Женске        | Укупно        |
| Кајак и кану   | 3        | 1        | 2        | 0        | 2        | 1        | 39               | 11            | 5             | 16            |
| Пливање        | 0        | 1        | 1        | 3        | 1        | 1        | 21               | 16            | 11            | 27            |
| Мачевање       | 1        | 2        | 0        | 2        | 2        | 1        | 21               | 8             | 7             | 15            |
| Дизање тегова  | 0        | 1        | 0        | 2        | 0        | 0        | 11               | 4             | 3             | 7             |
| Ватерполо      | 1        | 0        | 0        | 0        | 0        | 1        | 8                | 13            | 13            | 26            |
| Атлетика       | 0        | 1        | 0        | 0        | 1        | 1        | 8                | 20            | 15            | 35            |
| Рвање          | 1        | 0        | 0        | 0        | 0        | 0        | 7                | 9             | 0             | 9             |
| Пентатлон      | 1        | 0        | 0        | 0        | 0        | 0        | 7                | 2             | 2             | 4             |
| Стрељаштво     | 1        | 0        | 0        | 0        | 0        | 0        | 7                | 3             | 5             | 8             |
| Веслање        | 0        | 0        | 0        | 1        | 0        | 2        | 5                | 4             | 2             | 6             |
| Рукомет        | 0        | 0        | 0        | 1        | 1        | 0        | 5                | 15            | 15            | 30            |
| Гимнастика     | 0        | 0        | 0        | 0        | 0        | 1        | 1                | 1             | 1             | 2             |
| Стони тенис    | 0        | 0        | 0        | 0        | 0        | 0        | 0                | 0             | 3             | 3             |
| Џудо           | 0        | 0        | 0        | 0        | 0        | 0        | 0                | 2             | 0             | 2             |
| Бициклизам     | 0        | 0        | 0        | 0        | 0        | 0        | 0                | 2             | 0             | 2             |
| Бокс           | 0        | 0        | 0        | 0        | 0        | 0        | 0                | 5             | 0             | 5             |
| Тенис          | 0        | 0        | 0        | 0        | 0        | 0        | 0                | 0             | 4             | 4             |
| Једрење        | 0        | 0        | 0        | 0        | 0        | 0        | 0                | 4             | 3             | 7             |
| Триатлон       | 0        | 0        | 0        | 0        | 0        | 0        | 0                | 0             | 1             | 1             |
|                |          |          |          |          |          |          |                  |               |               |               |
| Укупно         | 8        | 6        | 3        | 8        | 8        | 6        | 144              | 119           | 90            | 209           |

### Освојене медаље на ЛОИ
| Освајачи олимпијских медаља за Мађарску на ЛОИ 2004. | |        |
| Медаља                                               | Освајач медаље | Укупно |
| Злато                                                | Наташа Јанић, Тимеа Нађ, Иштван Мајорош, Дијана Игаљ, Жужана Вереш, Кајак и кану (К2 ж.), Кајак и кану (К4 м.) и Ватерполо репрезентација | 8      |
| Сребро                                               | Золтан Кеваго, Жолт Немчик, Даниел Ђурта, Естер Крутзлер, Кајак и кану (К4 ж.) и Мачевање (екипно м.)                                     | 6      |
| Бронза                                               | Ласло Чех, Атила Вајда, Кајак и кану (Ц2 м.)                                                                                              | 3      |
| Укупно                                               | | 17     |